# 异戊烯基焦磷酸
异戊烯基焦磷酸（Isopentenyl pyrophosphate）是甲羟戊酸途径和非甲羟戊酸途径的一个产物，属于类萜前体。异戊二烯焦磷酸与它的同分异构体二甲烯丙基焦磷酸是许多萜和类萜的生物合成重要前体。

## 生物合成

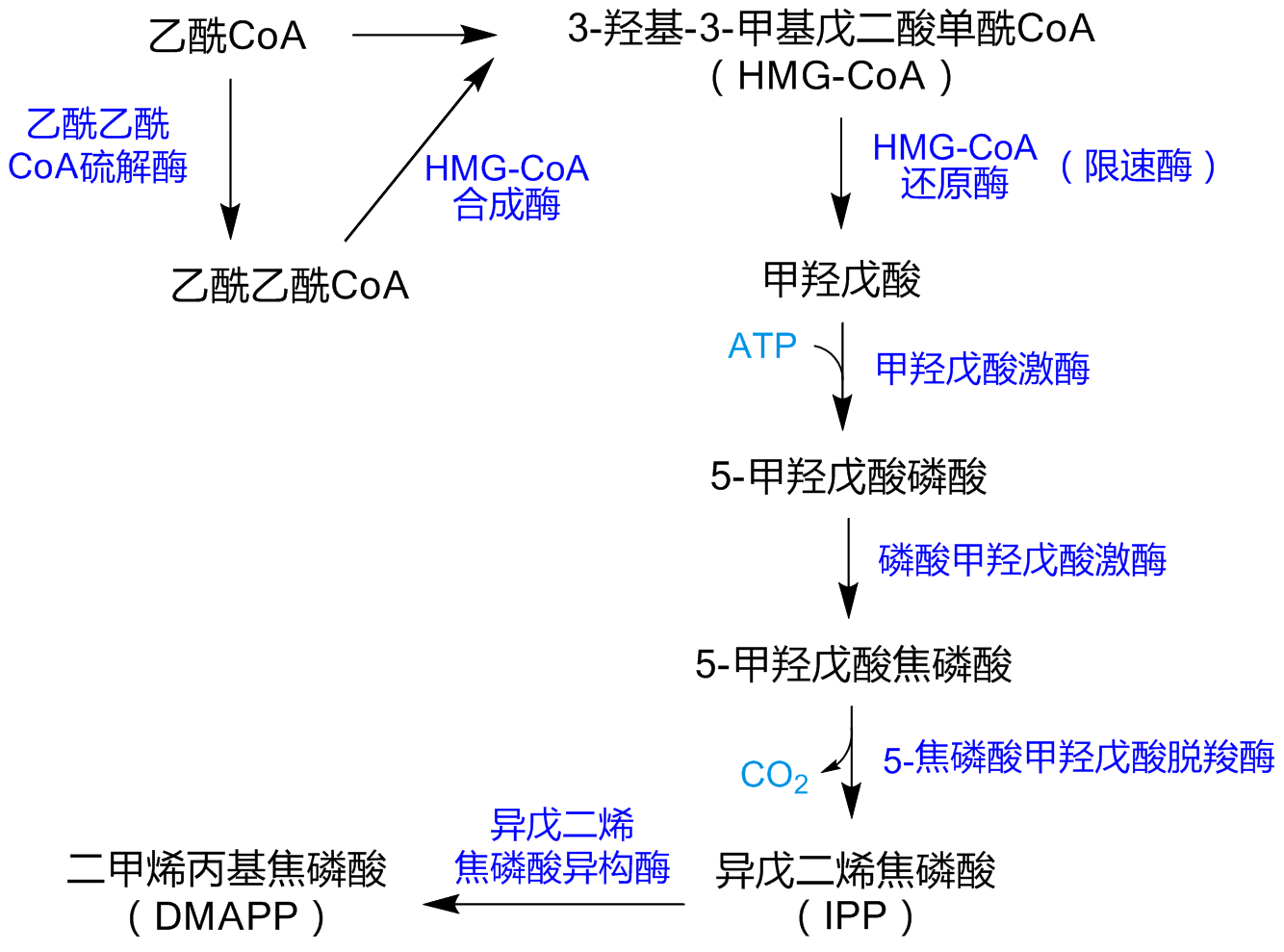
通过甲羟戊酸途径合成IPP

通过非甲羟戊酸途径合成IPP

异戊烯基焦磷酸（IPP）在真核生物中通过甲羟戊酸途径合成，而在细菌中一般通过非甲羟戊酸途径合成。异戊二烯焦磷酸会被异戊二烯焦磷酸异构酶催化互变异构为二甲烯丙基焦磷酸（DMAPP）。